# Chris Buck (filmregisseur)

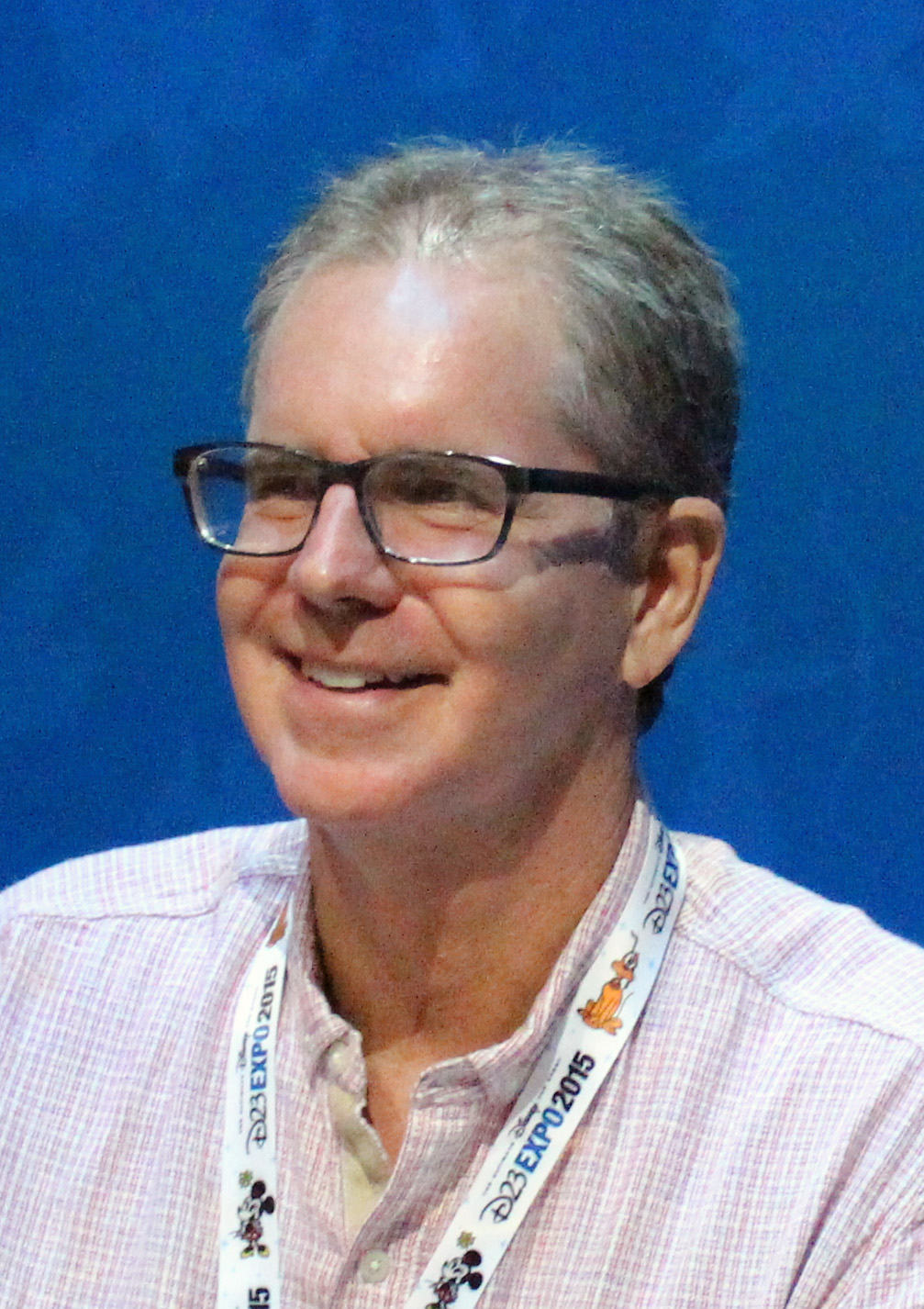
Chris Buck tijdens de D23 expo in 2015

Chris Buck (Wichita (Kansas), 25 oktober 1960) is een Amerikaanse filmregisseur die vooral bekend is geworden van Tarzan,  Surf's Up en Frozen. Voor Frozen won hij in 2014 de Oscar voor beste animatiefilm. Daarnaast werkte hij als  supervising animator aan Home on the Range en Chicken Little.
Ander werk van Buck bij Disney omvat onder meer de animatiefilm Pocahontas (1995), waarbij hij verantwoordelijk was voor de animatie van de drie personages Percy, grootmoeder Willow en Wiggins. Buck hielp daarnaast mee aan het ontwerpen van de personages voor De kleine zeemeermin en hielp als animator mee aan The Rescuers Down Under, Who Framed Roger Rabbit en The Fox and the Hound. Ook was hij verantwoordelijk voor het storyboard van de speelfilm Frankenweenie van Tim Burton.
In de Amerikaanse reclamewereld heeft Buck enkele geanimeerde reclames op zijn naam staan.
- Bibliothèque nationale de France: cb135467208 (data)
- Gemeinsame Normdatei: 122552490
- International Standard Name Identifier: 0000 0004 3529 8732
- Library of Congress Control Number: no2004066286
- Nationale Bibliotheek van Tsjechië: xx0160817
- Nationale Bibliotheek van Israël: 987007432084605171
- Nationale Bibliotheek van Polen: a0000002899043
- Nederlandse Thesaurus van Auteursnamen: 202783332
- Système universitaire de documentation: 17880116X
- Virtual International Authority File: 293204350
- WorldCat: E39PBJj4w8btWBPxJDFWjj86Kd